# Xã Raleigh, Quận Grant, Bắc Dakota
Xã Raleigh (tiếng Anh: Raleigh Township) là một xã thuộc quận Grant, tiểu bang Bắc Dakota, Hoa Kỳ. Năm 2010, dân số của xã này là 37 người.